# Список подозреваемых
«Список подозреваемых» (англ. Boneyard) — американский криминальный триллер режиссёра Асифа Акбара. Главные роли исполнили Мэл Гибсон и 50 Cent, продюсерами стали Колин Бейтс и Винсент Э. Макдэниэл. Сюжет основан на реальных событиях. В кинотеатрах США фильм вышел в прокат 5 июня 2024 года.

## Сюжет
Агент ФБР (Гибсон) и начальник полиции Альбукерке (Джексон) охотятся за серийным убийцей, известным как «Собиратель костей», но Картер опасается, что убийца на самом деле один из его собственных офицеров.

## В ролях
- Мэл Гибсон — агент Петровик
- Кертис Джексон "50 Cent" — Картер
- Брайан Ван Холт — детектив Ортега
- Нора Зехетнер — детектив Янг
- Габриэль Хоуг — Селена

## Производство
Колин Бейтс стал продюсером вместе с Винсентом Э. Макдэниэлом. Фильм основан на реальных событиях, связанных с серийным убийцей, известным как «Собиратель костей». Режиссёром фильма стал Асиф Акбар, который также написал сценарий совместно с Винсентом Э. Макдэниелом, Хэнком Бердом и Кодзи Стивеном Сакаи, по рассказу Винсента Э. Макдэниела. Фильм основан на реальных событиях из жизни, убийств в Западной Месе.
Основные съёмки начались в Лас-Вегасе в 2023 году. Прокатом фильма занималась компания Lionsgate. Фильм вышел в прокат 5 июня 2024 года.